# Martine Giordano
Pour les articles homonymes, voir Giordano.
Martine Giordano est une monteuse française, née le 18 juin 1944 à Paris et morte le 20 juillet 2012 à Paris.

## Biographie

### Jeunesse
Martine Liliane Giordano naît le 18 juin 1944 dans le 10e arrondissement de Paris.
Durant les années 1960, elle assiste aux cours à la Sorbonne, où elle ne les prend pas au sérieux, et, passant plus de temps au cinéma, se voit monteuse comme métier.

### Carrière
Martine Giordano commence sa carrière de monteuse au début des années 1960. En tant que stagiaire, elle coordonne les épreuves de tournage du film Les Parapluies de Cherbourg (1963) de Jacques Demy et fait des montages pour la télévision, tels que des matchs de football. À 19 ans, elle rencontre Philippe Garrel qui lui propose de monter son court métrage Droit de visite (1965).
Ä la fin des années 1960, elle collabore, toujours en tant que stagiaire, avec le réalisateur Maurice Pialat pour son court métrage L'Enfance nue (1968), puis la mini-série La Maison des bois (1971), et d'autres films pour la télévision et le cinéma.
Au début des années 1980, il se joint au réalisateur André Téchiné pour monter le moyen métrage La Matiouette ou l'arrière-pays (1983), avant de devenir conseillère sur ses films.
Dans les années 1990, elle enseigne, comme intervenante, à la Fémis.

### Mort
Martine Giordano est morte le 20 juillet 2012 à Paris, dans le 18e arrondissement, à la suite d'un cancer.

### Vie privée
Martine Giordano est mariée au réalisateur Pascal Kané, avec qui elle a fils Roman.

## Filmographie

### Cinéma

#### Longs métrages
- 1978 : Dora et la lanterne magique de Pascal Kané
- 1978 : Passe ton bac d'abord  de Maurice Pialat
- 1981 : L'Heure exquise de René Allio
- 1983 : La Matiouette ou l'arrière-pays d'André Téchiné (moyen métrage)
- 1983 : Liberty belle de Pascal Kané
- 1984 : Les Amants terribles de Danièle Dubroux
- 1984 : Le Matelot 512 de René Allio
- 1984 : Nouvelle suite vénitienne de Pascal Kané (moyen métrage)
- 1985 : Rendez-vous d'André Téchiné
- 1985 : Rouge Baiser de Véra Belmont
- 1986 : Le Lieu du crime d'André Téchiné
- 1987 : La vie est belle de Ngangura Dieudonné Mweze et Benoît Lamy
- 1987 : Les Innocents d'André Téchiné
- 1989 : Caftan d'amour de Moumen Smihi
- 1990 : Un jeu d'enfant de Pascal Kané
- 1991 : Milena de Véra Belmont
- 1993 : Mensonge de François Margolin
- 1993 : Ma saison préférée d'André Téchiné
- 1993 : Les Marmottes d'Élie Chouraqui
- 1995 : Dis-moi oui d'Alexandre Arcady
- 1996 : L'Éducatrice de Pascal Kané
- 1996 : Les Voleurs d'André Téchiné
- 1997 : Marquise de Véra Belmont
- 1998 : L'Arrière Pays de Jacques Nolot
- 1998 : Alice et Martin d'André Téchiné
- 1999 : Mauvaises Fréquentations de Jean-Pierre Améris
- 2000 : Esther Kahn de Arnaud Desplechin
- 2001 : C'est la vie de Jean-Pierre Améris
- 2003 : Les Égarés d'André Téchiné
- 2003 : Le Coût de la vie de Philippe Le Guay
- 2004 : Les Temps qui changent d'André Téchiné
- 2005 : Le Petit Lieutenant de Xavier Beauvois
- 2006 : Quand j'étais chanteur de Xavier Giannoli
- 2007 : Les Témoins d'André Téchiné
- 2007 : Survivre avec les loups de Véra Belmont
- 2009 : La Fille du RER d'André Téchiné
- 2010 : Je ne vous oublierai jamais de Pascal Kané
- 2010 : Copacabana de Marc Fitoussi
- 2011 : Ma compagne de nuit d'Isabelle Brocard
- 2011 : Bye Bye Blondie de Virginie Despentes
- 2012 : Pauline détective de Marc Fitoussi

#### Courts métrages
- 1965 : Droit de visite de Philippe Garrel
- 1969 : Village d'enfants de Maurice Pialat
- 1971 : La Quille, bon Dieu!… de Gérard Zingg
- 1982 : Sœur Anne, ne vois-tu rien venir ? de Danièle Dubroux
- 1986 : Manège de Jacques Nolot
- 1988 : Daniel endormi de Michel Bena
- 1988 : Elle et lui de François Margolin
- 2013 : Police, ouvrez ! d'Elliott Covrigaru

### Télévision

#### Téléfilms
- 1985 : L'Atelier d'André Téchiné (documentaire)
- 1994 : Le Chêne et le Roseau d'André Téchiné
- 2002 : Yves Saint Laurent 5 avenue Marceau 75116 Paris de David Teboul (documentaire)
- 2003 : Rêves en France de Pascal Kané
- 2009 : À deux c'est plus facile d'Émilie Deleuze

#### Séries télévisées
- 1971 : La Maison des bois (mini-série, 7 épisodes)
- 1983 : Télévision de chambre (2 épisodes)
- 1994 : Tous les garçons et les filles de leur âge (saison 1, épisode 1 : Les Roseaux sauvages)

## Nomination
- César 2007 : meilleur montage pour Quand j'étais chanteur